# Frankrijk in de Amerikaanse Burgeroorlog

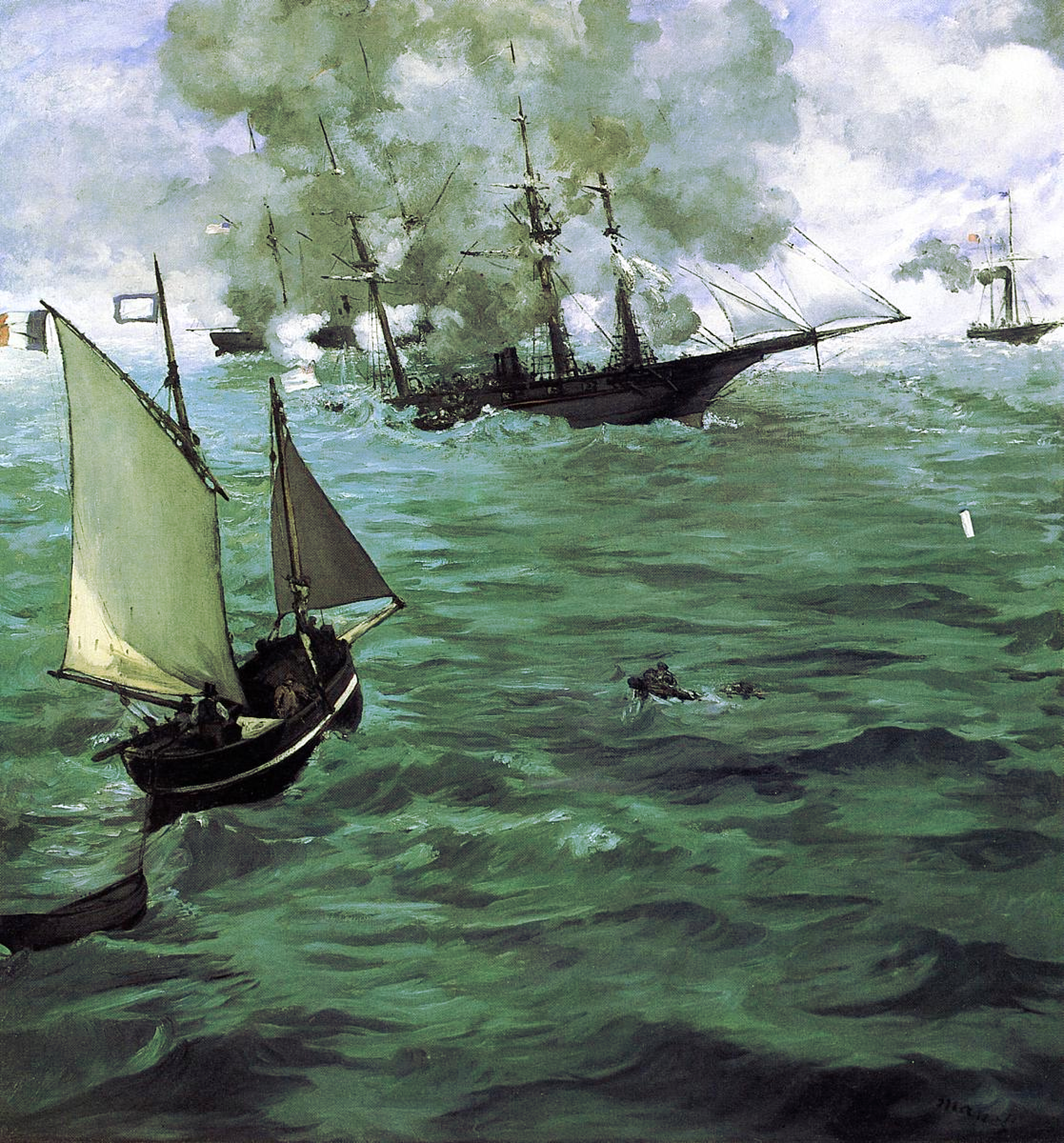
De slag tussen de USS Kearsarge en de CSS Alabama voor de kust van Cherbourg. Schilderij van Édouard Manet, 1865.

Het officiële standpunt van Frankrijk in de Amerikaanse Burgeroorlog was een neutrale houding. In de feiten was het Franse keizerlijke hof eerder voorstander van een breuk tussen tussen het Noorden en het Zuiden.

## Franse houding
Keizer Napoleon III besloot op 10 juni 1861 dat het Tweede Franse Keizerrijk in de Amerikaanse Burgeroorlog een strikte neutraliteit zou aanhouden. Aan het Franse keizerlijke hof was men echter voorstander van een breuk tussen de Verenigde Staten van Amerika (het Noorden) en de Geconfedereerde Staten van Amerika (het Zuiden). De keizer zag het conflict als zijnde in het voordeel van Frankrijk, zowel op politiek als op economisch vlak. Zijn neef prins Napoleon Jozef Karel Paul Bonaparte stelde zich dan weer neutraler op en liet zich ontvallen: "Si le Nord est victorieux, j'en serai heureux, mais si c'est le Sud qui l'emporte, j'en serai enchanté."
Meerdere politieke overwegingen brachten het Franse keizerlijke hof tot die houding. Franse conservatieven gingen er bijvoorbeeld van uit dat de Amerikaanse Burgeroorlog een einde zou stellen aan het Amerikaanse imperialisme en de gestage uitbreiding van de Verenigde Staten. Keizer Napoleon III erkende bovendien het zelfbeschikkingsrecht van de Zuiderlingen, een recht dat hij ook zou verdedigen voor wat betrof de Griekse onafhankelijkheid, alsook in de Risorgimento (de eenmaking van Italië).
Frankrijk erkende het Zuiden als oorlogsvoerende natie, wat hen net zoals het Noorden in de mogelijkheid stelde om wapens te kopen, leningen af te sluiten en een erkende marine te hebben. Vertegenwoordigers van de Confederatie, zoals Alexander en John Slidell, werden hartelijk ontvangen aan het hof.
Bij deze politieke motieven hoorden ook economische overwegingen. Meer dan het Noorden was het Zuiden voorstander van vrijhandel. Het Noorden daarentegen was meer protectionistisch. Frankrijk zag vooral kansen om wijn en wapens te exporteren naar het Zuiden.
In dezelfde periode zou Frankrijk overigens een militaire interventie ontplooien in Mexico.

## Slag bij Cherbourg
De CSS Alabama, Geconfedereerd kaperschip, legde op 11 juni 1864 aan in de haven van Cherbourg voor reparaties en bevoorrading. De USS Kearsarge, een Unieschip dat reeds twee jaar jacht maakte op de Alabama, meerde enkele dagen later aan in Cherbourg en blokkeerde de uitgang voor de Alabama. Toen dat schip op 19 juni 1864 onder escorte van een Frans marineschip de haven verliet, kwam het tot beschietingen. De Alabama werd hierbij tot zinken gebracht. De kapitein van het schip, Raphael Semmes, genoot zowel in Frankrijk als het Groot-Brittannië grote populariteit. Hij wist met de Deerhound, een Engels jacht, te ontsnappen naar Southampton.
Édouard Manet schilderde in 1865 De slag tussen de USS Kearsarge en de CSS Alabama, een werk dat de Slag bij Cherbourg afbeeldt.